# Martin Longa
Martin Longa (16. října 1882 – 23. prosince 1959) byl československý politik a meziválečný poslanec Národního shromáždění za Autonomistický blok.

## Biografie
Profesí byl rolníkem. Podle údajů z roku 1935 bydlel v Kežmarku.
V parlamentních volbách v roce 1935 získal mandát v Národním shromáždění za Autonomistický blok, jehož vznik iniciovala Hlinkova slovenská ľudová strana. Poslanecké křeslo si oficiálně podržel do zrušení parlamentu roku 1939.
Za tzv. slovenského štátu byl vládním komisařem v Kežmarku. Doboví pamětníci popisují, že pomáhal některým místním židovským rodinám. 14. listopadu 1939 například vydal povolení pro Lazara Gerhardta z Tarnova, aby se mohl přistěhovat za nemocnou matkou do Kežmarku. Roku 1941 pomohl zadluženému Hermanovi Bergmanovi tím, že si u něj město objednalo zakázku. Deník Karpathen-Post jeho počínání kritizoval roku 1941 a označoval ho za přítele židů. Longa pak byl ze své funkce odvolán.